# 1892 au Manitoba
Chronologie du Manitoba
- 1888
- 1889
- 1890
- 1891
- 1892
- 1893
- 1894
- 1895
- 1896

Cette page concerne des événements survenus en 1892 dans la province canadienne du Manitoba.

## Politique
- Premier ministre : Thomas Greenway
- Chef de l'Opposition :
- Lieutenant-gouverneur : John Christian Schultz
- Législature :